# Coldwater (Míchigan)
Coldwater es una ciudad ubicada en el condado de Branch en el estado estadounidense de Míchigan. Es sede del condado de Branch. En el Censo de 2010 tenía una población de 10.945 habitantes y una densidad poblacional de 0,51 personas por km².

## Historia
Los colonos estadounidenses no se mudaron al área hasta alrededor de 1830, y muchos llegaron desde Nueva York y Nueva Inglaterra. Coldwater se incorporó como pueblo en 1837 y luego la legislatura lo incorporó como ciudad en 1861. Fue designado en 1842 como la sede del condado de Branch.

## Geografía
El río Coldwater fluye hacia la ciudad desde el sur y se origina en el lago Coldwater. La cadena de lagos Coldwater también tiene una salida llamada río Sauk, que fluye desde su extremo norte (cerca de Quincy) y luego a través del lado sur de la ciudad de Coldwater. Ambos se combinan para formar una serie de lagos poco profundos conectados en el lado oeste de la ciudad.
Según la Oficina del Censo de los Estados Unidos, Coldwater tiene una superficie total de 21 416,61 km², de la cual 20 805,27 km² corresponden a tierra firme y (2.85%) 611,23 km² es agua.

### Demografía
Según el censo de 2010, había 10945 personas residiendo en Coldwater. La densidad de población era de 0,51 hab./km². De los 10.945 habitantes, Coldwater estaba compuesto por el 92,5% blancos, el 0,57% eran afroamericanos, el 0,19% eran amerindios, el 0,8% eran asiáticos, el 0,01% eran isleños del Pacífico, el 3,23% eran de otras razas y el 2,7% pertenecían a dos o más razas. Del total de la población el 6,62% eran hispanos o latinos de cualquier raza.

## Arte y cultura

### Eventos culturales anuales
Varios festivales anuales de temporada se llevan a cabo en Coldwater. El Festival de Hielo que se lleva a cabo en enero presenta tallas de hielo, una competencia de degustación de chile y otras actividades familiares. El festival de la fresa que se lleva a cabo en junio presenta muchos alimentos diferentes hechos con fresas y artesanías. El Apple Fest que se lleva a cabo en septiembre presenta productos horneados en casa hechos con manzanas y varias artesanías.

### Turismo
La Ópera Tibbits en Coldwater fue construida en 1882; es el segundo teatro más antiguo de Míchigan. Se convirtió en una sala de cine en la década de 1930. En la década de 1960 comenzó una campaña para restaurar su uso original como teatro para actuaciones en vivo con el objetivo final de restaurar su arquitectura estilo Imperio. Ahora es un lugar para diversas actividades culturales.
La Wing House fue construida en 1875; ahora es operado como un museo histórico por la Sociedad Histórica del condado de Branch. El Little River Railroad ofrece paseos detrás de una locomotora de vapor construida en 1911, que parte del histórico depósito de 1883 de la ciudad.